# Wabanaki-Konföderation
Die Wabanaki-Konföderation oder Wabanaki (auch Wabenaki, Wobanaki; englisch: dawn land people; deutsch: Leute des Landes der Morgenröte/-dämmerung, d. h. Volk, das im Osten lebt) bezeichnet eine politisch-militärische Allianz in Nordamerika von fünf kulturell und sprachlich verwandten Algonkin-Stämmen gegen die militärisch expansive Irokesen-Liga, die vom 17. Jahrhundert bis zum Jahr 1862 bestand.
Die Stämme behielten ihre eigene politische Führung, kamen jedoch zusammen, um gemeinsam über Diplomatie, Krieg und Handel zu entscheiden. Die Wabanaki-Konföderation wurde offiziell 1862 aufgelöst, aber die fünf Stämme blieben enge Verbündete, und die Konföderation lebt in der Form einer politischen Allianz zwischen diesen historisch befreundeten Nationen bis heute weiter.

## Teilhabende Stämme
Die folgenden fünf Stämme gehörten offiziell zur Wabanaki-Konföderation:
- Abenaki (sprachen Abenaki (Abnaki), auch Wôbanakiôdwawôgan)
  - Westliche Abenaki (sprachen Westliches Abenaki, oft einfach als Abenaki (Abnaki) bezeichnet)
  - Östliche Abenaki (sprachen Östliches Abenaki, oft auch als Abnaki-Penobscot bezeichnet)
- Penobscot (Panawahpskek oder Penawapskewi, sprachen Östliches Abenaki, oft auch als Abnaki-Penobscot bezeichnet, auch  Panawahpskek)
- Mi'kmaq (Míkmaq, Micmac oder Mic-Mac, sprachen Nördliches Mi'kmaq und Südliches Mi'kmaq, auch Míkmawísimk oder Lnuismk)
- Passamaquoddy (Peskotomuhkati, Pestomuhkati oder Pestemohkatíyek, sprachen den südlichen Dialekt von Malecite-Passamaquoddy, auch Maliseet-Passamaquoddy)
- Maliseet (auch Malicite, Eigenbez.: Wolastoqiyik oder Welastekwíyek, sprachen den nördlichen Dialekt von Malecite-Passamaquoddy, auch Maliseet-Passamaquoddy)

Enge Verbündete der Wabanaki-Konföderation waren die Innu (auch Montagnais), Algonquin sowie die Irokesisch-sprachigen Wyandot (bis 1650/1700 als Huronen – Tionontati/Petun bekannt).

## Probleme bei der Bezeichnung
Die Bezeichnung Abenaki (oder Abnaki) wird oft fälschlich synonym für Wabanaki gebraucht – jedoch waren die Abenaki nur ein Mitglied der Konföderation. Zudem kann oft nicht zwischen der Konföderation und den einzelnen Mitgliedern dieser unterschieden werden, da die Stämme sich je nach Dialekt oft als Wabanaki (Wabenaki, Wobanaki, Wobenaki, Wapanahki) bezeichneten, um besonders gegenüber Fremden ihre politische und kulturelle Verwandtschaft zu betonen. Wegen des inkorrekten Gebrauchs des Wortes Abenaki für Wabanaki wurden alle Abenaki zusammen mit den Penobscot oft Westliche Wabanaki genannt, während man die Mi'kmaq, Maliseet und Passamaquoddy als Östliche Wabanaki bezeichnete. 
Die Wabanaki-Konföderation wurde von den verschiedenen Mitgliedern der Konföderation folgendermaßen genannt:
- Wabanahkiyik (Name in Míkmawísimk oder Lnuismk, der Sprache der Mi'kmaq)
- Waponahkiyik oder Waponahkewiyik (Maliseet und Passamaquoddy)
- Wôbanakiak (Name in Wôbanakiôdwawôgan, der Sprache der Abenaki und Penobscot)

Benachbarte und oft verbündete Algonkin-Völker bezeichneten die Konföderation folgendermaßen:
- Wàbanakìk (Name in Anicinàbemowin, der Sprache der Algonquin)
- Waabanakiig oder Waabanakiiyag (Name in Anishinaabemowin, der Sprache der Anishinabe (auch Ojibwe/Chippewa))
- Waabnakiig oder Waabnakiiyag (Name in Nishnaabemwin oder Daawaamwin, der Sprache der Odawa)
- Wabnekiyeg (Name in Bodéwadmimwen (auch Bodéwadmi Zheshmowen oder Neshnabémwen), der Sprache der Potawatomi)

## Gebiet der Wabanaki-Konföderation
Ihr Stammesgebiet nannten die verbündeten Stämme sowie viele benachbarte Algonkin-Stämme Wabanaki (Land der Morgenröte/-dämmerung, d. h. Land im Osten); es umfasste Gebiete des historischen Akadien (die heutigen kanadischen Seeprovinzen Nova Scotia, New Brunswick, Prince Edward Island, den Süden der Gaspésie-Halbinsel sowie Québec südlich des Sankt-Lorenz-Stroms) in Kanada und Teile Neuenglands (die heutigen US-Bundesstaaten Maine, New Hampshire, Vermont und Massachusetts) im Nordosten der Vereinigten Staaten.
Die Karten zeigen die ungefähre Lage der Mitglieder der Wabanaki-Konföderation (von Norden nach Süden):

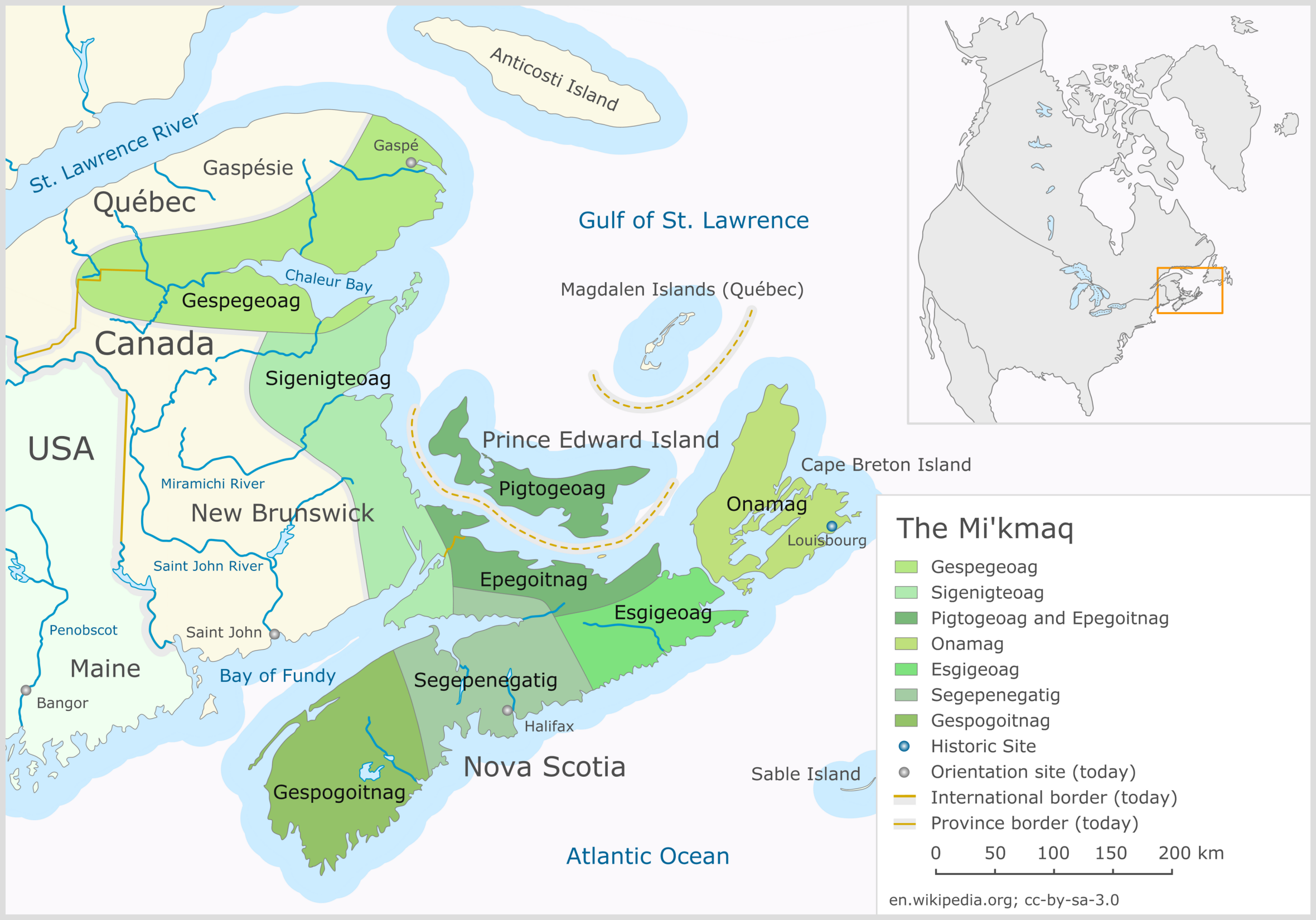
Mi'kmaq
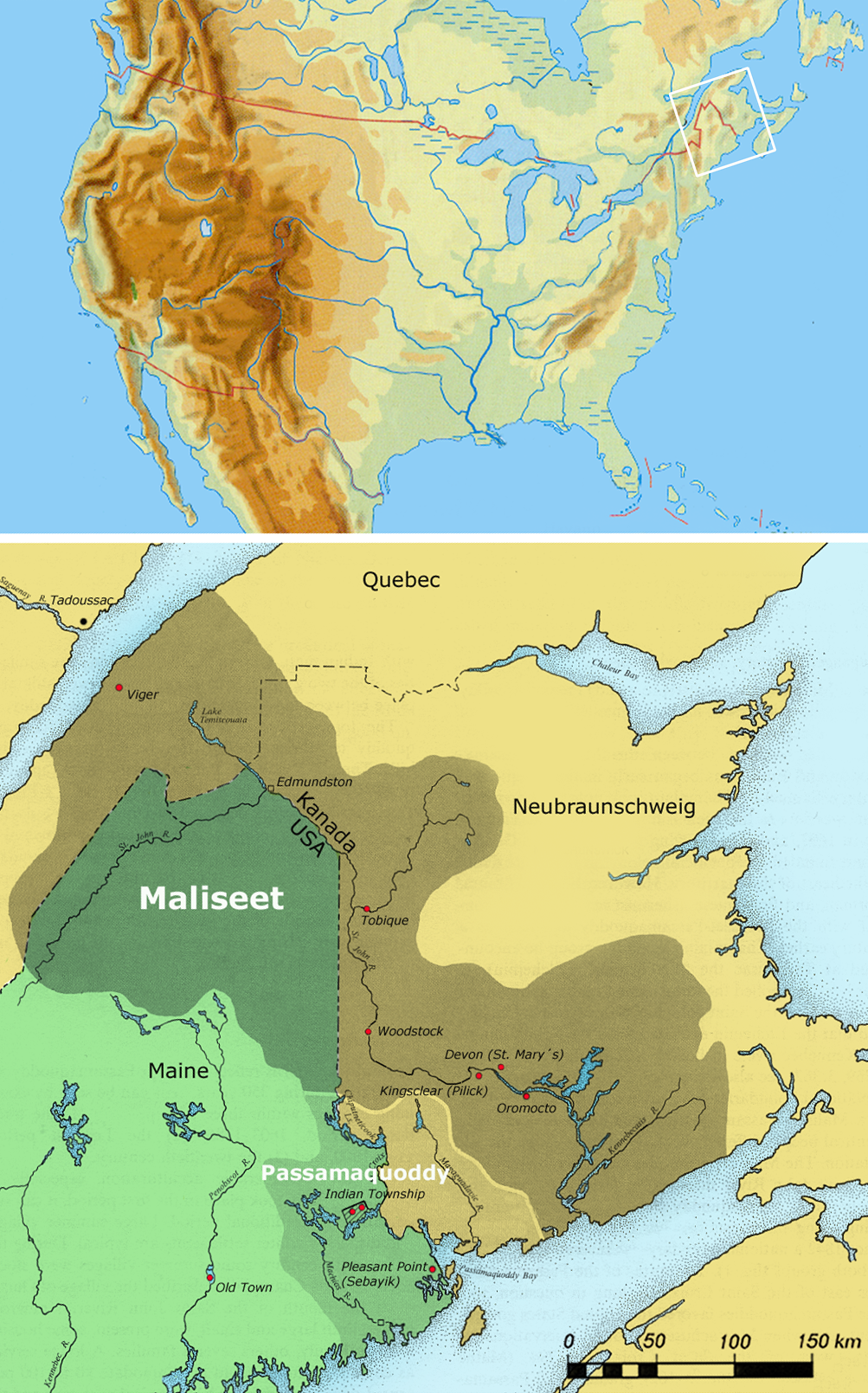
Maliseet und Passamaquoddy
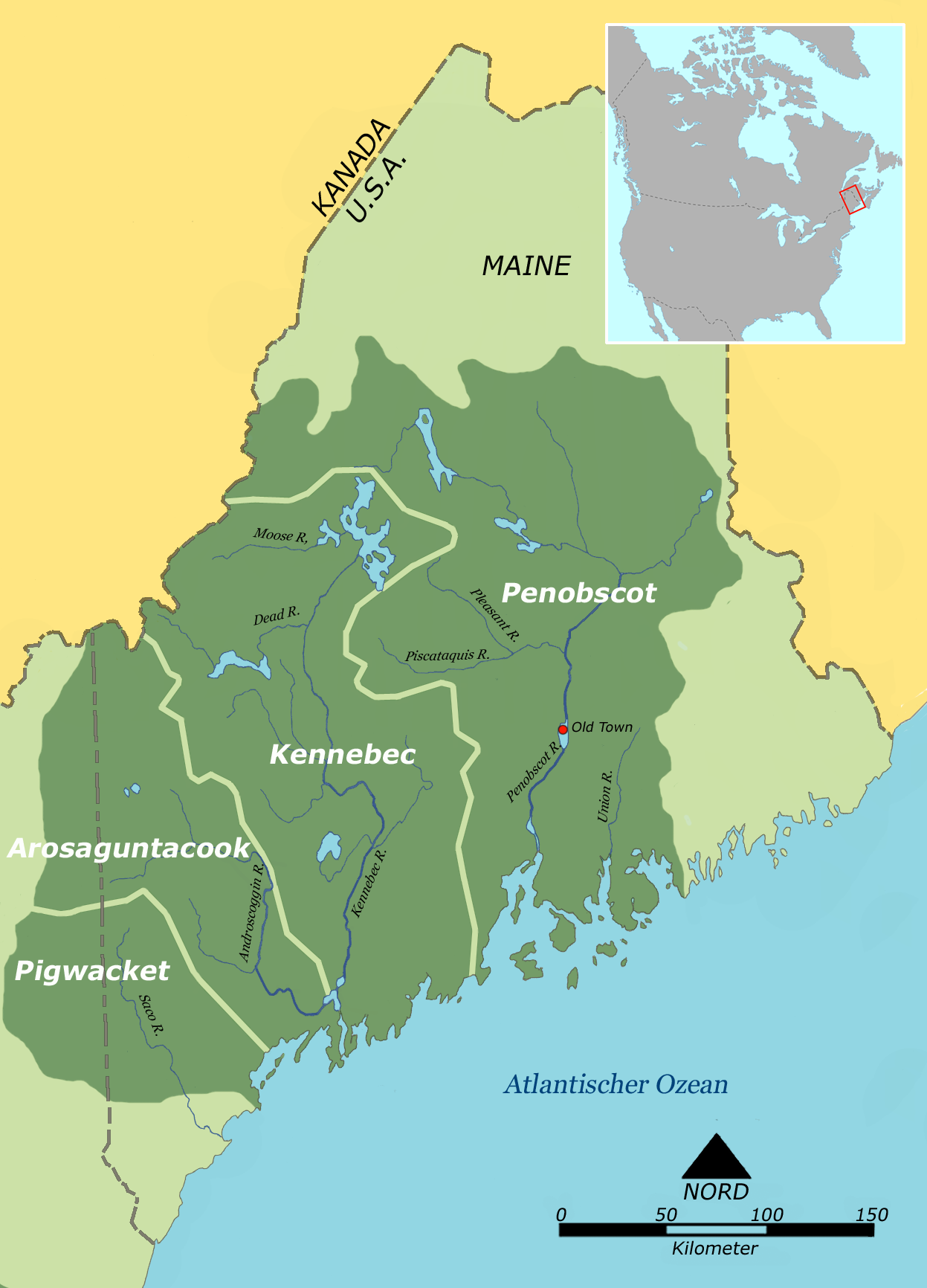
Östliche Abenaki (Penobscot, Kennebec, Arosaguntacook, Pigwacket)
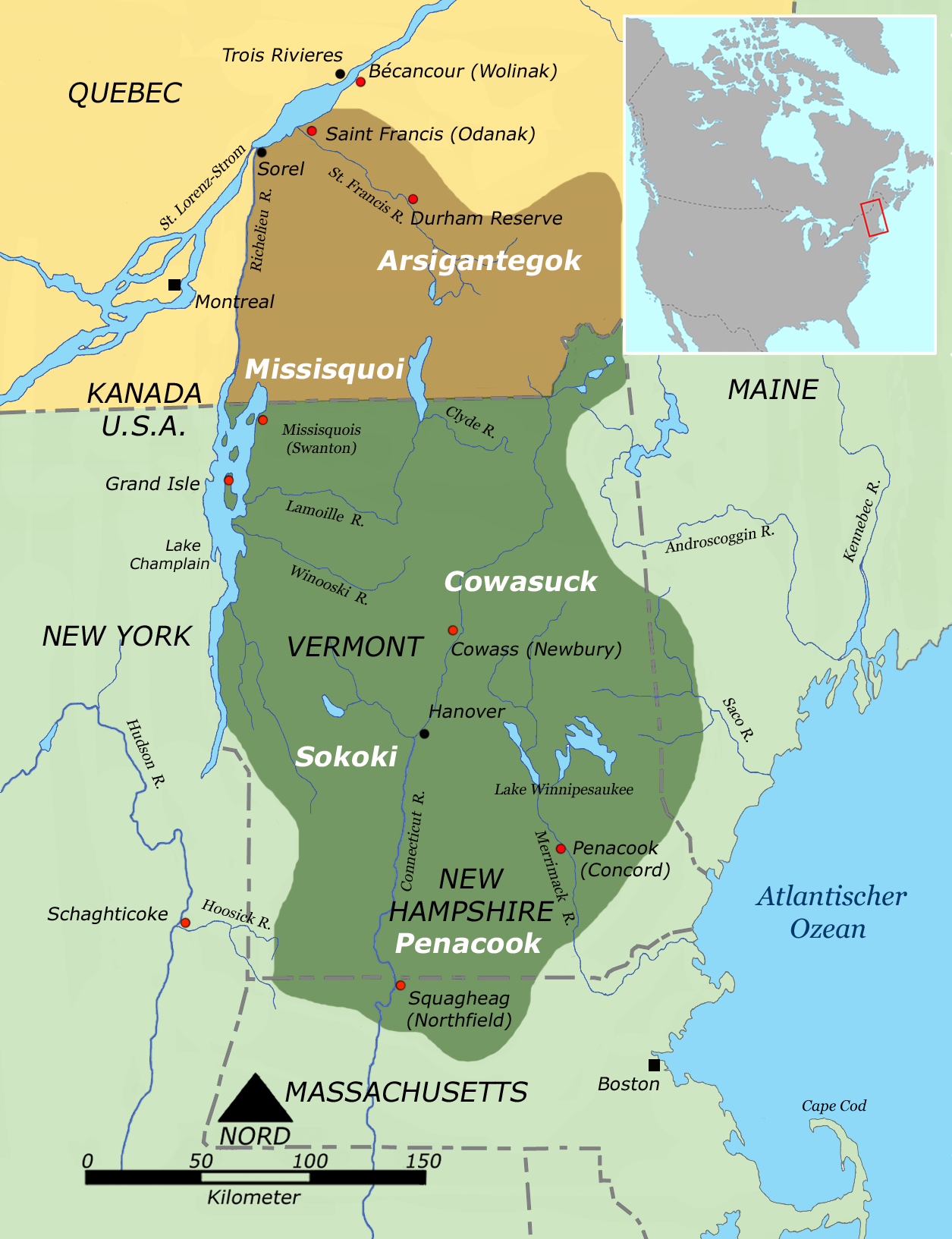
Westliche Abenaki (Arsigantegok, Missisquoi, Cowasuck, Sokoki, Pennacook)

## Kriege mit Beteiligung der Wabanaki-Konföderation
Die Wabanaki-Konföderation war ein treuer Bündnispartner der Franzosen in einer Serie von Kolonialkriegen zwischen 1688 und 1759 im Kampf gegen die Briten um Akadien. Als die Franzosen gegen die Briten dann den Krieg verloren und die Kontrolle an diese abtreten mussten, drangen immer mehr englische Siedler in die Gebiete der Wabanaki-Konföderation vor. Hierauf schlossen sie sich im sogenannten Pontiac-Aufstand mit anderen Stämmen zusammen, um gegen die Briten ein eigenes Indianergebiet zu erstreiten. Nach ihrer Niederlage schlossen sich die Mitglieder im heraufziehenden Amerikanischen Unabhängigkeitskrieg nun ihren einstigen Feinden an, um gegen die Amerikaner zu kämpfen. 
| Kriege                              | Dauer     |
| ----------------------------------- | --------- |
| King Philip’s War                   | 1675–1678 |
| King William’s War                  | 1688–1699 |
| Queen Anne’s War                    | 1702–1713 |
| Dummer's War                        | 1721–1725 |
| King George’s War                   | 1745–1748 |
| Franzosen- und Indianerkrieg        | 1755–1759 |
| Pontiac-Aufstand                    | 1763–1766 |
| Amerikanischer Unabhängigkeitskrieg | 1775–1782 |
| Britisch-Amerikanischer Krieg       | 1812–1814 |